# Motore ad onda di detonazione
Un motore ad onda di detonazione (in inglese pulse-detonation engine o "PDE") è un'evoluzione del pulsoreattore, il quale basa il suo funzionamento sulle pulsazioni dell'aria che lo percorre, ed è un tipo di motore aeronautico che può essere impiegato in un vasto campo di velocità che spaziano dal regime subsonico a quello ipersonico.

## Caratteristiche
In teoria i motori PDE sono in grado di raggiungere un'efficienza superiore a quella di altri modelli e in più hanno molte meno parti in movimento. L'efficienza nello sfruttamento dell'energia del combustibile in un motore a onda di detonazione, può superare persino quella di un turbogetto o di un turbofan. Tuttavia, l'impossibilità di inserire una ventola tangenziale in un PDE (il metodo usato dai turbofan per aumentare l'efficienza complessiva migliorando il rapporto di diluizione o "BPR"), limita l'utilizzo dei motori ad onda di detonazione alle sole applicazioni dove i turbofan sono poco pratici o di impossibile adozione.

## Storia
Fino a oggi, nessun motore di questo tipo è stato mai messo in produzione, ma diversi modelli sperimentali sono stati provati al banco e un esemplare è stato installato con successo su di un aereo che nel 2008 ha effettuato dei voli a bassa velocità.
Nel giugno 2008, la Defense Advanced Research Projects Agency (DARPA) presentò il progetto Blackswift, un aereo ipersonico in grado di utilizzare queste tecnologie per raggiungere velocità fino a Mach 6. Il progetto fu però cancellato poco dopo nell'ottobre del 2008.
Nel 2012 la EADS ha siglato un accordo con l'Istituto di fluidodinamica Lavrentiev presso Skolkovo vicino a Mosca, per lo sviluppo di un nuovo motore ad onda di detonazione continua (Continuous Detonation Engine o CDE).
Nel 2025 il Journal of Aerospace Power ha pubblicato un paper della China Academy of Launch Vehicle Technology e della Northwestern Polytechnical University che annuncia il test di un aereo con motore senza parti mobili che ha simulato per due secondi un volo a Mach 8 a circa 30 chilometri di altitudine, utilizzando cherosene per aviazione RP-3, simile al JP-8 in uso presso l’esercito statunitense. Questi motori utilizzano onde d'urto o di detonazione oblique per miscelare, accendere e bruciare rapidamente la miscela aria-carburante in zone sottili della camera di combustione. I vantaggi di questi sistemi di combustione includono motori più corti e leggeri, che richiederanno meno raffreddamento e possono fornire spinta a numeri di Mach più elevati rispetto agli scramjet convenzionali. 
Solo il 39% dell'altezza della camera di combustione era raggiunta efficacemente del carburante. Il flusso esterno era debole e le variazioni di pressione causavano instabilità nell'area di scarico. Per risolvere questi problemi, i ricercatori hanno suggerito modifiche al progetto, come canali di miscelazione più lunghi e iniettori migliori. Il coinvolgimento del CALT dimostra che il governo cinese vuole sviluppare ulteriormente questa tecnologia di propulsione.

## Principio
Tutti i motori a getto convenzionali, e la maggior parte dei motori a razzo, si basano sulla deflagrazione del combustibile, che è una combustione rapida ma subsonica. Il motore ad onda di detonazione, invece, viene progettato per operare sfruttando la detonazione del combustibile, cioè la combustione a velocità supersoniche. Il funzionamento di base del PDE è simile a quello del pulsoreattori; aria viene mescolata con il combustibile per creare una miscela infiammabile che viene poi bruciata. La combustione risultante aumenta la pressione della miscela di circa 100 atmosfere (10 MPa) che successivamente si espande dall'ugello di scarico per generare spinta. Per garantire che il flusso di gas caldi generati si diriga verso la parte posteriore del motore, in modo da spingere il velivolo in avanti, si fa uso di una serie di valvole di chiusura della parte anteriore del motore accuratamente sincronizzate con il funzionamento e in grado di forzare l'aria a viaggiare in una sola direzione attraverso il motore.

## Differenze con il pulsoreattore
La differenza principale tra un PDE e un pulsogetto tradizionale è che la miscela in camera di scoppio non effettua una combustione subsonica, ma viene portata a compiere una detonazione supersonica. Nel PDE, l'ossigeno e il combustibile si combinano generando gas che si muovono a velocità supersoniche (in pratica si tratta di una esplosione piuttosto che una combustione).
L'altra differenza, è che le valvole di chiusura sono sostituite da dispositivi più sofisticati, anche se in alcuni progetti di PDE della General Electric viene eliminato ogni dispositivo di chiusura grazie a un'attenta scelta dei tempi, utilizzando le differenze di pressione tra le diverse aree del motore, al fine di garantire che i gas caldi vengano espulsi all'indietro.